# Chalkidischer Krater

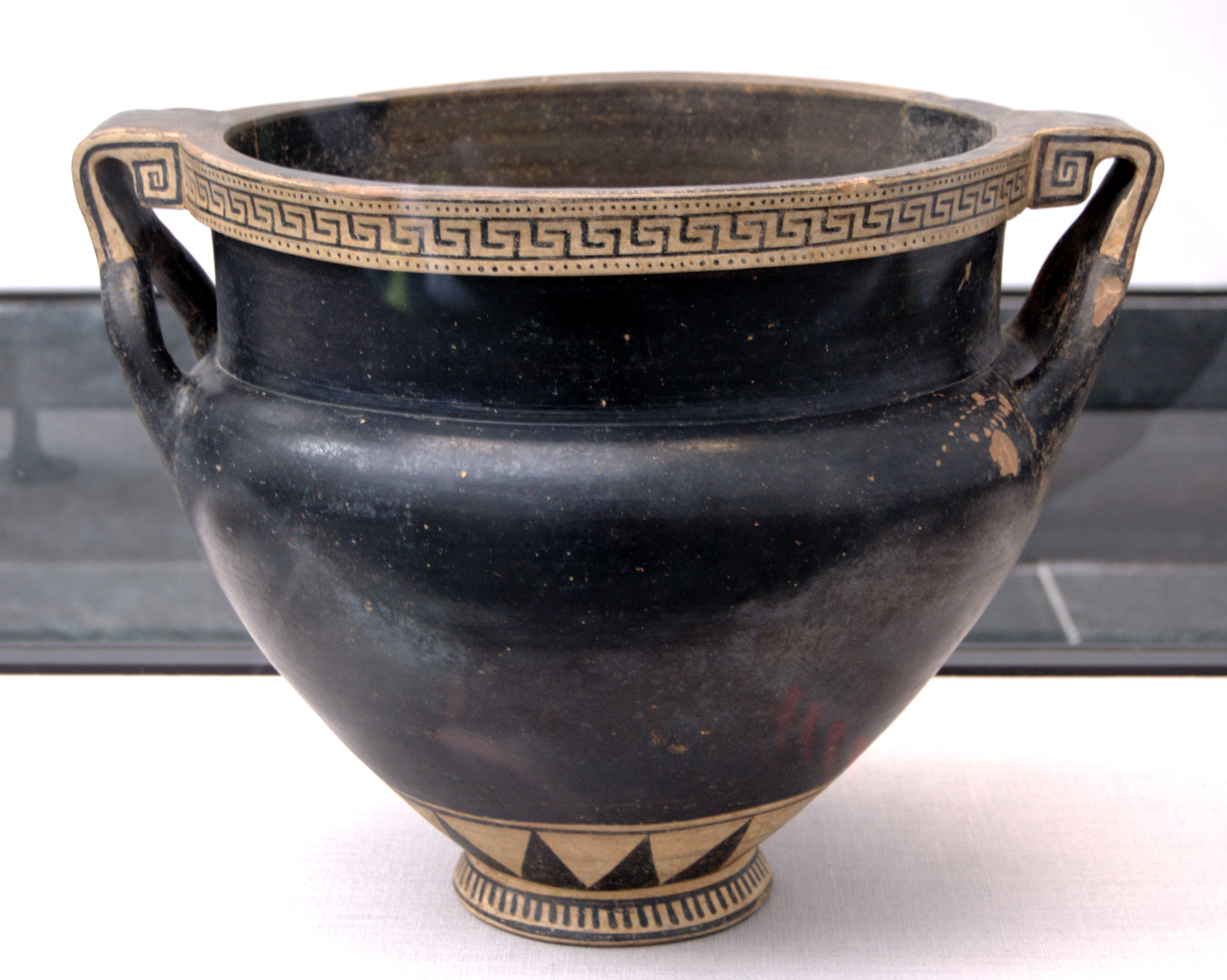
Chalkidischer Krater aus Lakonien, erste Hälfte des 6. Jahrhunderts v. Chr., Staatliche Antikensammlungen, München

Der Chalkidische  Krater, auch Bügelhenkelkrater, ist eine Variante des griechischen Weinmischgefäßes Krater.
In Korinth wurde der Chalkidische Krater in der spätkorinthischen Phase der schwarzfigurigen Vasenmalerei (um 575 bis 550 v. Chr.) als eine abgewandelte Variante des Kolonettenkraters erfunden. Über den zweiteiligen Bügelhenkeln wurde eine abgekürzte Volute angebracht. Damit verbindet der Chalkidische Krater den Kolonettenkrater mit dem Volutenkrater. Die Form wurde vor allem auch in Unteritalien übernommen.